# Бела
 Тази статия е за селото в България.  За градчето в Италия вижте Бела (Италия).  
Бѐла е село в Северозападна България. То се намира в община Димово, област Видин.

## География
Намира се на 13 км от Белоградчик, 5 км от Димово и на около 14 км от пещерата Магура. Селото е между единствените два тунела по жп линията Мездра-Видин. Селото има три махали – горна, средна и долна Бела.

## История
В землището на селото са намирани археологически находки, датирани към ранната античност.
Според местни хора, село Бела е съществувало през 18 век. Населението е било християнско, поминъкът е бил земеделие, но са съществували и 13 воденици.
Името на селото идва от бялата глина (хума), която изобилства в района. Също така над с. Бела е била лятната резиденция на видинския цар Иван Срацимир (местността Срацимирица), която е била построена изцяло от бял камък, но от този дворец не се е запазило нищо до наши дни. Единствено могат да се видят тези бели камъни разхвърляни из местността.
В своята история на Видинския край Иван Цухлев пише, че над извора "Врелото" при село Бела е бил изграден летния дворец на цар Срацимир, в която историкът описва двореца, като рядко творение на тогавашната архитектура. Той е представлявал двуетажна сграда с колони от мрамор, целият заобграден от яка крепостна стена, чийто цвят бил бял. От “белия” дворец на Иван Срацимир идва и името на селото Бела.
Данни за село Бела ни дава в своите спомени френският маршал Бусико, който участва в похода на унгарския император Сигизмунд против турците през 1396 г. “Ние преминахме – пише той – през село, разположено на една река с много водни мелници и един прекрасен замък в подножието на планината”. Явно войските на Сигизмунд са минали през Бела в похода си срещу турците, за да се срещнат с тях в  битката при Никопол.
Църквата „Св. св. Петър и Павел“ в Бела е изписана в 1883 година от Аврам Янков.
По време на колективизацията в селото е създадено Трудово кооперативно земеделско стопанство „Цоло“ по името на местен комунистически функционер.

## Население
- Население по официалните преброявания в България.

| 1934 г. | 1946 г. | 1956 г. | 1965 г. | 1975 г. | 1985 г. | 1992 г. | 2001 г. | 2011 г. |
| 1395    | 1360    | 891     | 575     | 377     | 266     | 241     | 188     | 108     |

- Самоопределяне по етническа принадлежност към 1.02.2011 г.

| българска | турска | ромска | друга | не се самоопределя |
| 103       | 0      | 0      | 0     | 0                  |

- Степен на завършено образование към 1 февруари 2011 г.

| Общо | Висше | Средно | Основно | Начално | Незавършено начално | Никога не посещавали училище | Деца до 7 г. |
| 107  | 14    | 48     | 37      | 5       | 3                   | 0                            | 0            |

- Население по възрастови групи към 1 февруари 2011 г.

| Общо | 0-4 | 5-9 | 10-14 | 15-19 | 20-24 | 25-29 | 30-34 | 35-39 | 40-44 | 45-49 | 50-54 | 55-59 | 60-64 | 65-69 | 70-74 | 75-79 | 80-84 | 85+ |
| 108  | 0   | 2   | 2     | 1     | 0     | 2     | 4     | 3     | 3     | 3     | 8     | 12    | 9     | 15    | 12    | 15    | 12    | 5   |

Преброяване на населението през 2011 г.
Численост и дял на етническите групи според преброяването на населението през 2011 г.:
|                     | Численост | Дял (в %) |
| Общо                | 108       | 100,00    |
| Българи             | 103       | 95,37     |
| Турци               | 0         | 0,00      |
| Цигани              | 0         | 0,00      |
| Други               | 0         | 0,00      |
| Не се самоопределят | 0         | 0,00      |
| Неотговорили        | 5         | 4,62      |

## Културни и природни забележителности
- Паметник на Боян Чонос.
- Затворената църква.
- Близо до кантона където шосето пресича жп линията е водопадът Бобука – около 20 м. висок.
- В Горна БЕЛА се намира извор наречен „Врелото“, който е каптиран и дава вода на над 30 селища в региона.
- Съществуват изследвания на учени по околната среда, които доказват, че климатът в селото е много близък до климата на Велинград.

## Редовни събития
- До 1960-те години празник на селото е 12 юли, Петровден. Впоследствие празникът е променен на 12 август.